# 260'erne f.Kr.
Århundreder: 4. århundrede f.Kr. – 3. århundrede f.Kr. – 2. århundrede f.Kr.
Årtier: 310'erne f.Kr. 300'erne f.Kr. 290'erne f.Kr. 280'erne f.Kr. 270'erne f.Kr. – 260'erne f.Kr. – 250'erne f.Kr. 240'erne f.Kr. 230'erne f.Kr. 220'erne f.Kr. 210'erne f.Kr.
År: 269 f.Kr. 268 f.Kr. 267 f.Kr. 266 f.Kr. 265 f.Kr. 264 f.Kr. 263 f.Kr. 262 f.Kr. 261 f.Kr. 260 f.Kr.